# Latter
Ved latter forstås normalt en spontan kropslig reaktion på noget, som den leende person finder er morsomt.

## Latterens fysiologi
Latter adskiller sig fra en anden spontan morsomhedsreaktion, smil, ved at være ledsaget af karakteristiske stødvise lyde, der fremkommer ved krampelignende sammentrækninger af mellemgulvet. Hyppigt sker det samtidigt med at munden åbnes på vid gab, så tænderne blottes og øjnene bliver til smalle sprækker. Mennesker er udstyret med særlige lattermuskler som er i funktion i sådanne tilfælde der får mundvigene til at trække sig udad. I særligt kraftige tilfælde løber øjnene samtidigt i vand. Der findes dog også mindre voldsomme og mindre anstrengende former for latterudbrud.
Naturforskeren Charles Darwin formodede at latter var udløst af en refleks når det er i forbindelse med at man bliver kildet.
Hvad der fremkalder latter hos nogle og eventuelt ikke hos andre afhænger dels af det lattervækkendes art, dels af den pågældende persons aktuelle sindsstemning og personlige humoristiske sans. Hæmmede personer kan ofte have svært ved at give sig helt i latterens vold.
Et kendt mundheld mener at latter er sundt for helbredet, og man har ligefrem lavet arrangementer, hvor forsamlingen bevidst på kommando griner højlydt i kor. Dette står dog i modsætning til det nødvendige spontane islæt.
I Danmark kan man frekventere latteryoga - hér kaldt latterklub, der hævdes at have en helbredende virkning. Bl.a. udskiller latter endorfiner, kaldt lykkehormoner. Det er dokumenteret at latter udskiller fugt. Det antyder at latter står i forbindelse med følelser, som når mennesker har let til tårer når de er kede af det.
I Indien har man i Mumbai indført Latterens Verdensdag siden 1998.
Historisk advarede Aristoteles imod komediens latter, idet den forvrængede ansigtet, kun den "fine" tragedie udgjorde en renselsesproces (katarsis). I løbet af middelalderen blev det forbudt at le fx til gudstjenester; latteren ophæver det højtidelige og magthierarkier, derfor var det fx forbudt jøder at grine i Det Tredje Rige. Diktatorer lader til at være bange for at blive udgrinet. Også karnevalstraditionen har historisk haft karakter af en ventil for de 'lavere lag' i samfundet.
Russeren Vladimir Solovjov (1853-1900) karakteriserede mennesket det leende dyr (zoon gelastikon), der indretter sit liv efter tragedier, det kommer igennem ved hjælp af latter.
Også filosoffen Henri Bergson havde en latterteori. I sin bog om emnet advarer han imod at ufrivillig latter kan forårsage stor skade på den enkeltes selvopfattelse og anseelse. En tysk kanslerkandidat tabte angiveligt et valg i 2021 efter at have storleet i forbindelse med tragiske drukne- og naturulykker i Tyskland. 

## Forskellige slags latter
Ægte latter er spontan latter som ovenfor beskrevet, men latter kan også være en velberegnet udtryksform, der strengt taget slet ikke hører ind under latterfænomenet, men derimod ind under sproglige ytringer.

### Ægte latter
Alt efter vedkommende person, kan latter som bekendt give sig højst forskellige lydlige udtryk. Børn ler anderledes end voksne, og ofte er kvinders latter lys og forskellig fra mænds ofte mere robuste latter. Tilbøjeligheden til at bryde ud i latter og bestemmende for latterens voldsomhed og lydkarakteristik, kan til dels være afhængigt af opstemthed fremkaldt ved indtagelse af rusmidler, samt stemningen, der omgiver den leende. Latter hos andre kan være smittende. Man griner måske hjerteligt af en vittighed, hvis pointe man slet ikke fatter i øjeblikket, men når de andre griner, så griner man med. I komiske TV-serier udnyttes denne effekt rutinemæssigt ved at man tilsætter dåselatter, således at det virker som om, der er inviteret et lattermildt publikum ind i studiet. Når dette imaginære publikum griner højlydt, så skabes der hos seeren en illusion af at befinde sig i et muntert selskab.
Det er svært at beskrive ægte latter fyldestgørende uden lydeksempler, men følgende muntre og dog stereotype karakteriseringer kan give en idé om udvalgte sproglige varianter:
- ti – hi – hi (historisk kaldt "ungmøfnis", en hæmmet form for latter, hvor man rødmende holder sig for munden og smilende prøver at lade være med at le)
- ha – ha – ha – ha – ha – ... (hjertelig og uhæmmet latter)
- arh – ha – ha – ha – ha ------- arh – ha – ha – ha – ha ----- arh – ha – ha – ha – ... (hæmningsløs latter med åndepauser og ledsaget af kraftige kropslige bevægelser frem og tilbage)
- hi – hi – hi – hi – hi (drillende latter)
- øh – hø – hø – hø – hø (lidt genert latter)
- åh – hå – hå – hå – hå (spottende latter)
- hoh – hoh – hoh – hoh – hoh (en dyb latter, der udstråler venlighed[14])
- hir – hir – hir – hir (en hikkende fjottet latter[15])

### Latter som udtryksform (pseudolatter)
- ah – haaaaaa (udtrykker triumf – lig med jubiii)
- haaaaaaa (udtrykker overraskelse – lig med nå sådan)
- haa—haa—haa (udtrykker ironisk, at man ikke synes, det tilsigtet morsomme er spor sjovt)
- o – ho – ho – ho – ho (lumsk triumferende latter – lig med nu har jeg dig)
- oh—ho -- ho—ho -- ho (dyb og rungende teater- og operalatter[16])
- hii—hi – hi – hi (ondskabsfuld gnækkende latter, ofte tillagt hekse, vampyrer og spøgelser i fiktionel sammenhæng)
- "hæ hæ hæ hæ hæ hæ" (latterkursus på underholdningsportalen Spademanns Leksikon[17])

Ovennævnte eksempler forbliver enkelttilfælde, der ikke nødvendigvis bekræfter stringente latterregler. At formode at et menneske kun griner på én vis forbliver endimensionelt, og som næppe er tilfældet for noget menneske. Til eksemplerne hører også anden kapitaliseret (dåse-) latter, kort hånlatter: "Ha!" m.v., og er i nogle kredse et spørgsmål om en art høflighedspligt. Anvendes dåselatter behøver man til gengæld ikke at grine! Idehistorien kan opvise adskillige eksempler på latterrangordener lige fra antikken til Nietzsche og moderne tid. Den enkeltes latterudvikling kunne synes at følge alderens og erkendelsens udvikling.